# Negeta luminosa
Negeta luminosa är en fjärilsart som beskrevs av Walker 1858. Negeta luminosa ingår i släktet Negeta och familjen trågspinnare. Inga underarter finns listade i Catalogue of Life.